# Stazione di Chiuro
La stazione di Chiuro è una fermata ferroviaria posta sulla linea Tirano-Lecco, a servizio dell'omonimo comune.

## Storia
La stazione di Chiuro venne attivata all'apertura della linea, nel 1902.
Nel 1974, all'atto del passaggio della linea allo Stato, la stazione venne privata degli impianti di sicurezza e segnalamento e trasformata in fermata, con gli scambi bloccati in attesa della loro definitiva eliminazione.

## Strutture e impianti
La stazione è formata dal comune casolare delle ferrovie dello stato dov'è ubicata la sala d'attesa e il monitor di arrivi e partenze, è servita da 1 binario ed è raggiungibile tramite il sottopassaggio.

## Movimento
La stazione è servita da treni regionali della direttrice R12 Sondrio-Stazione di Tirano (RFI) svolti da Trenord nell'ambito del contratto di servizio stipulato con la Regione Lombardia.

## Servizi
La stazione dispone di:
- Sala d'attesa con monitor di arrivo e partenza dei treni
- Annuncio sonoro per l'arrivo, la partenza e per le informazioni sulla linea
- Sottopassaggio
- Parcheggio di auto, moto e biciclette
- Fermata autobus extraurbani